# Teatro Circo Paul
El Teatro Circo Paul o Circo de Paul fue un popular local de espectáculos varios situado en el inicio de la calle del Barquillo de Madrid (España) y fundado por el empresario circense Paul Laribeau en 1847. Tuvo varios nombres a lo largo de su corta existencia (1847-1880), Circo Nuevo, Circo de Madrid, Teatro de la Bolsa, Teatro Lope de Rueda y Teatro de los Bufos. Fue demolido en 1880.

## Historia
Tras sus primeras experiencias circenses madrileñas en la calle Caballero de Gracia y, desde 1835, en la vecina plaza del Rey con el Circo Olímpico (luego Teatro del Circo y más tarde Circo Price), el «ecuyer» (caballista de circo) y empresario francés Monsieur Paul Laribeau abrió su propio local en el solar de los números 5 y 7 de la calle del Barquillo. Allí inició sus funciones el bautizado Circo Nuevo y Circo de Madrid, pero que todo el mundo llamaría "Circo de Paul". El nuevo local de Laribeau era un gran salón cuadrado, con la pista próxima a la fachada para hacer más funcional el acceso de los animales del espectáculo circense (como había ocurrido en el Circo Olímpico) y tres grandes anfiteatros al fondo del corral además de algunas localidades en torno a la pista. La función inicial corrió a cargo de la Compañía circense de Monsieur Tourneaire.
En fecha no precisada, entre finales de 1849 y el comienzo de 1850, el teatro circo fue derribado y Paul se quedó sin local temporalmente. El 17 de agosto de ese año, el citado Monsieur Tourneaire abrió un local en la misma calle del Barquillo, muy cerca del solar ocupado antes por el Circo Paul. Aquel mismo verano el solar de Paul se aprovechó para mostrar una serie de ascensiones de un globo montgolfier. Por fin, el 6 de agosto de 1851, se estrenó el nuevo circo, el segundo que Paul Laribeau levantó en el solar del inicio de la calle de Barquillo. Las revistas de la época recogen en sus crónicas que la presentación incluyó "una compañía de monos sabios y perros amaestrados" y la presencia de la prestidigitadora Mme. Raggi.

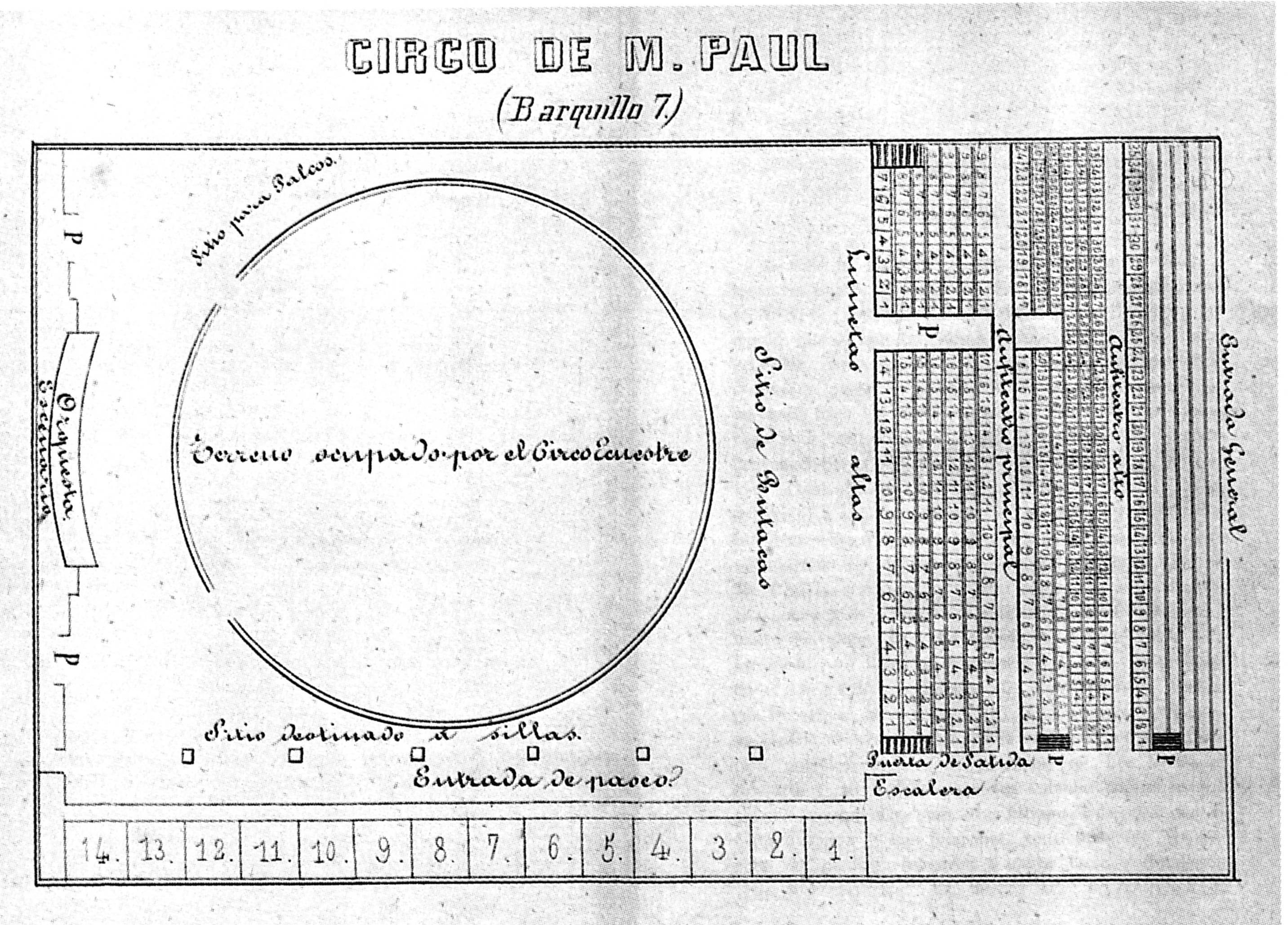
Plano de la distribución de las localidades junto a la pista del Teatro Circo Paul (hacia 1851).

En 1852, Laribeau, asociado con la empresa "Soiré madrileña", utilizó el Circo Paul para organizar temporadas de baile de máscaras. Ese, año, en julio, Paul trajo como atracción al profesor de mecánica Mr. Lambert, artista y científico con su "microscopio fotoeléctrico" y la innovadora "luz Drumont". El nuevo local de Laribeau (el Teatro Nuevo que todo Madrid seguía llamando el Paul) continuó programando también espectáculos teatrales de diversa categoría, como el reestreno en 1855 de Oros con triunfos, o lo que es mudar de vestido, de José María Carnero, que ya programó en 1848, con el anterior escenario.
Hay noticia de que Laribeau volvió a distanciarse de su local, no se sabe si para descansar, viajar en giras o dedicarse a otros asuntos. Si queda referencia de que en enero de 1857 está de nuevo en Madrid reformando de nuevo el local de Barquillo y presentando una compañía dirigida por Carlos Price, miembro de la familia Price.
En 1875 el primitivo circo se transformó en teatro —el famoso "Paul" de la calle del Barquillo inmortalizado por las cupletistas de la época— según el proyecto de Enrique María Repullés, con una nueva fachada sustituyendo al escueto muro original, y un modesto foyer que incluía un café en la parte de arriba. Así lo dibujó Ibáñez Ibero, con su modesto escenario situado ahora al fondo del solar y una platea con galerías de palcos a los lados, dejando además un pasillo de acceso al escenario desde la calle; "bajo la crujía exterior, en el vestíbulo, estaba la escalera para subir al entresuelo y servicios para el público".
Con el tiempo, el local llegaría a usarse como Bolsa de Comercio, de ahí que al volver a abrirse como local de espectáculos, se le llamase Teatro de la Bolsa. El castizo Teatro Circo Paul, cantado en zarzuelas, coplas y habaneras, fue derribado en 1880.

## El testimonio de Madoz
En la "Historia de Madrid" del Diccionario Madoz, reedición al menos de 1850, en la entrada dedicada al Circo de Madrid puede leerse la siguiente descripción:

Calle del Barquillo núm. 7. Bajo de este nombre se ha formado un establecimiento sobre el terreno llamado jardín del Duque de Frías, frente a la puerta lateral del parque de Artillería. El espectáculo que en él se representa, pertenece enteramente á los ejercicios de caballos, volteos, gimnástica, equitación y caballos amaestrados que ejecutan cuanto se les manda. Madrid por primera vez acogió en 1831 una compañía de este género, que a pesar de tener dos directores, pocos recuerdos dejaron en esta capital; solo, en 1834, cuando Mr. Paul Laribeau contratado en París para España por cuenta de los señores Villaragut y Marian Coll de Barcelona , quedó establecida definitivamente esta nueva diversión. Terminados sus primeros ejercicios ecuestres en Barcelona y habiéndolos ensayado con éxito en Valencia, decidió la compañía venir á Madrid, donde inauguraron sus ejercicios en un corral situado en la plaza del Rey ó Siete Chimeneas que ahora es el teatro del Circo. El buen éxito que obtuvo en sus primeras representaciones le dio crédito, y á la sombra de él hizo la compañía una escursion á las Andalucías por el año 1837, en cuyas provincias estuvieron tres años visitando los pueblos mas importantes de la misma. Llamada á Madrid por Don Segundo Colmenares que le hacia la oferta de un nuevo circo mas elegante qué el antiguo, volvió en abril de 1840 permaneciendo hasta el 42 en cuya época marchó á Barcelona. Los sucesos políticos de 1843, motivaron la disolución de esta compañía, formándose después otra nueva que marchó á Andalucía y no regresó á Madrid hasta 1847. Entonces fue cuando se construyó el circo de la calle del Barquillo con el título de Circo de Madrid. En los 15 años que hace que se estableció en la península Mr. Paul, nos ha hecho conocer y admirar las primeras celebridades europeas en este género, tales como Rale!, Auriol, Bastién, Lustre, Bontan, Lees y sus dos hijos, la familia de Martineti Price el padre y Carlos su hijo, y tantos otros cuyos nombres no recordamos. S. M. la reina y toda su familia han honrado en distintas ocasiones este circo del que han salido varios discípulos españoles muy aventajados. El interior del Circo tiene localidad para mil y cuatrocientos espectadores. Se divide en cuatro departamentos de diversos precios con gradas espaciosas que ofrecen la mayor comodidad para los espectadores.
Diccionario Madoz (1850)

### Y una habanera
La popularidad del Teatro Circo Paul como lugar de cita y diversión de los madrileños de la época, ya fuera circo, teatro, pista de baile o incluso del "nuevo Skating-Ring" (o sea, de patinaje), quedó reflejada en los versos de una habanera:

No me lleves a Paul
que me verá papá.
Llévame a Capellanes
que estoy segura
que allí no irá.
Habanera